# クララ・リーヴ
クララ・リーヴ（Clara Reeve、1729年1月23日 - 1807年12月3日）は、ゴシック小説 The Old English Baron（1777年）で知られるイングランドの小説家。散文体小説の歴史を記した革新的な作品である Progress Romance（1785年）も執筆している。最初の作品は、当時女性にとって学ぶこと自体が珍しかったラテン語の翻訳である。また彼女はエリザベス・モンタギュー主宰の文学結社ブルー・ストッキングス・ソサエティ会員とほぼ同年代である。

## 経歴

### 若年期
サフォーク州のフレストンとカートンの教区牧師や聖ニコラス教会の副司祭を務めた文学修士ウィリアム・リーヴ師の8人いる子供のひとりとしてイプスウィッチで生を受ける。母親は時の国王ジョージ1世の金細工師および宝石職人ウィリアム・スミシーズ（William Smithies）の娘である。弟に海軍中将サミュエル・リーヴ（1733年頃 - 1803年）がいる。
リーヴは父親と自身の若年期について友人宛の手紙でこう述べている。
私の父は旧ホイッグ党所属の議員でした。現在、私が知っていることはすべて父からの教えなのです。父は私の啓蒙書であり、父が夕食後に煙草を吸っている間には議会討論をよく読まされたものです。当時の私はその間、呆然としたり欠伸をしたりしたものですが、自身でも気づかぬうちに議会討論なるものが私の規範を決定づけたと云えるのです。また父はユグノー歴史家ポール・ド・ラパンの著書「History of England」も読ませたのですが、無味乾燥ではあったものの、ここから得られた情報はその欠点を補ってあまりあるものでした。他には作家ジョン・トレンチャードとトーマス・ゴードン共著のエッセイ「ケートーの手紙」、ギリシャ史やローマ史、「ブルターク英雄伝」なども読んだりしました。しかもそのすべての本を読んだのが男女の殆どが自身の名前を読むことすらままならない年齢の時なのです。

### 職歴
父の死後となる1755年、リーヴは一時期母と姉妹たちとともにイングランド南東部のコルチェスターに居を構えたが、その後イプスウィッチにある自身の家に移住した。そこで最初に手掛けた作品が詩人ジョン・バークレイが執筆した歴史寓話 Argenis のラテン語からの翻訳であり、彼女はこの本に Phoenix （1772年）という題をつけた。しかし、彼女はこの翻訳の受け取られ方については悲しみを覚えた。そのことについてのちに「これまでに私が世間に出した本の中で最高のものであり、また最悪のものでもあった」と記している。
リーヴは33年間におよぶ作家人生で少なくとも24冊の著書を出版している。これらの中には5冊の小説が含まれているが、その中でも1777年に出版された The Champion of Virtue と The Old English Baron のみが知られている。特に後者（The Old English Baron）は1764年に出版されたホレス・ウォルポールの小説『オトラント城奇譚』の模倣、もしくはその好敵手として書かれたものである。これら2冊の小説は重版され、The Old English Baron という題された初版本はイギリスの小説家サミュエル・リチャードソンの娘に捧げられた。リーヴがこの初版本を出版するにあたり、リチャードソンが修正や訂正を手伝ったといわれている。のちにこの本はメアリー・シェリーが1818年に執筆した『フランケンシュタイン』に顕著な影響を与えることとなる。
彼女はさらに1791年には書簡体小説 The School for Widows、翌年の1792年には女性教育問題に焦点を当てた Plans of Education を執筆している。散文体小説に関する歴史を記した革新的な作品である The Progress of Romance （1785年）は、現代小説の歴史につながる前史を描いたものと見なされている。特にエリザベス・ロウ（1674年 - 1737年）やスザンナ・ドブソン（1795年没）が先鞭をつけた女性文学史の伝統を擁護するものであった。収録されている物語のひとつである "The History of Chaoba, Queen of Egypt" は1798年にウォルター・サヴェージ・ランダーが発表した初の大作 Gebir に強い影響を与えた。
リーヴは自分の代わりに出版社と交渉してくれる男性の親戚を当てにするよりは、寧ろ自分自身で出版業を管理していたようだ。

### 死去
隠居生活を送ったリーヴに関する伝記的資料はほとんど残されていない。生まれ故郷のイプスウィッチで亡くなった彼女は生前の望み通り、セントスティーブン教会の付属墓地の敷地内にある友人のダービー牧師の墓の隣に埋葬された。

### 影響
ウォルポールの『オトラント城奇譚』に応じて書かれた The Old English Baron はゴシック小説の発展に多大な影響をもたらし、大学のみならず一般読者の間でもこのジャンルの人気が高まった。本書からはリーヴを18世紀末の女性作家たちとゴシック文学の歴史にある背景から見た文脈上の序論が見てとれる。ヘンリエッタ・モッセが1808年に発表した自身の小説 The Old Irish Baronet は本書をモデルとして書かれている。
それにもかかわらず、リーヴの著書 The Progress of Romance は長いこと学者たちに見過ごされてきた。ギャリー・ケリー（Garry Kelly）は「古代から18世紀半ばまでの「ロマンス」の先駆的な歴史と擁護だけではなく、女性による文学研究における独創的な作品」と評している。
ゴシック小説の発展に対するリーヴの貢献度は少なくとも二つの局面で証明できよう。第一に神秘的なものを含めて想像力に富んだ領域を広げることに焦点を当てながらも、ウォルポールが開拓した小説の特徴である写実主義を喪失することなく、ゴシック的な物語の基盤を強化していることである。第二にフィクションにおける信憑性と首尾一貫性を保証する相応しい方法を見つけようとしたことである。彼女は恐怖を誘引するゴシック的物語の能力を軽んじるユーモアや喜劇を組み合わせる傾向といったウォルポールの文体にある具体的な側面を拒絶した。1777年、リーヴはウォルポールのやりすぎと思われるところを列挙した。
持ち上げるのに100人の男たちを必要とされる剣。自身の重さで中庭から廊下を通り抜け、人が十分通り抜けられるほどのアーチ型の天井に押し込まれる鉄兜。額から抜け出て歩く絵画。世捨人の頭巾を被った骸骨の亡霊……

歴代のゴシック作家はリーヴの感情的な写実主義を十分に受け入れなかったが、彼女はゴシック小説を可能性の範囲内に引き留める枠組みを提唱した。これは The Old English Baron の出版後も作家たちにとっては依然課題として残されたままであった。摂理的な文脈を超えて、時として神秘的なものは不合理な方向に逸れていく危険性を孕んでいた。

## 作品
- The Phoenix（1772年）：ジョン・バークレイ著「Argenis」の抄訳版。
- The Champion of Virtue（1777年）：「The Old English Baron」の再版。
- The Two Mentors: A Modern Story（1783年）
- The School of Widows：A Novel（1785年）
- The Progress of Romance（1785年）
- Plans of Education（1792年）
- The Memoirs of Sir Roger de Clarendon（1793年）
- Destination, or, Memoirs of a Private Family（1799年）
- Edwin, King of Northumberland: A Story of the Seventh Century（1802年）

### 関係書目
- Cousin, John William [in 英語] (1910). "Reeve, Clara" . A Short Biographical Dictionary of English Literature. London: J. M. Dent & Sons. ウィキソースより。
- Scott, Walter (1870). Clara Reeve from Lives of the Eminent Novelists and Dramatists. London: Frederick Warne. pp. 545–550